# Treasurer of the United States

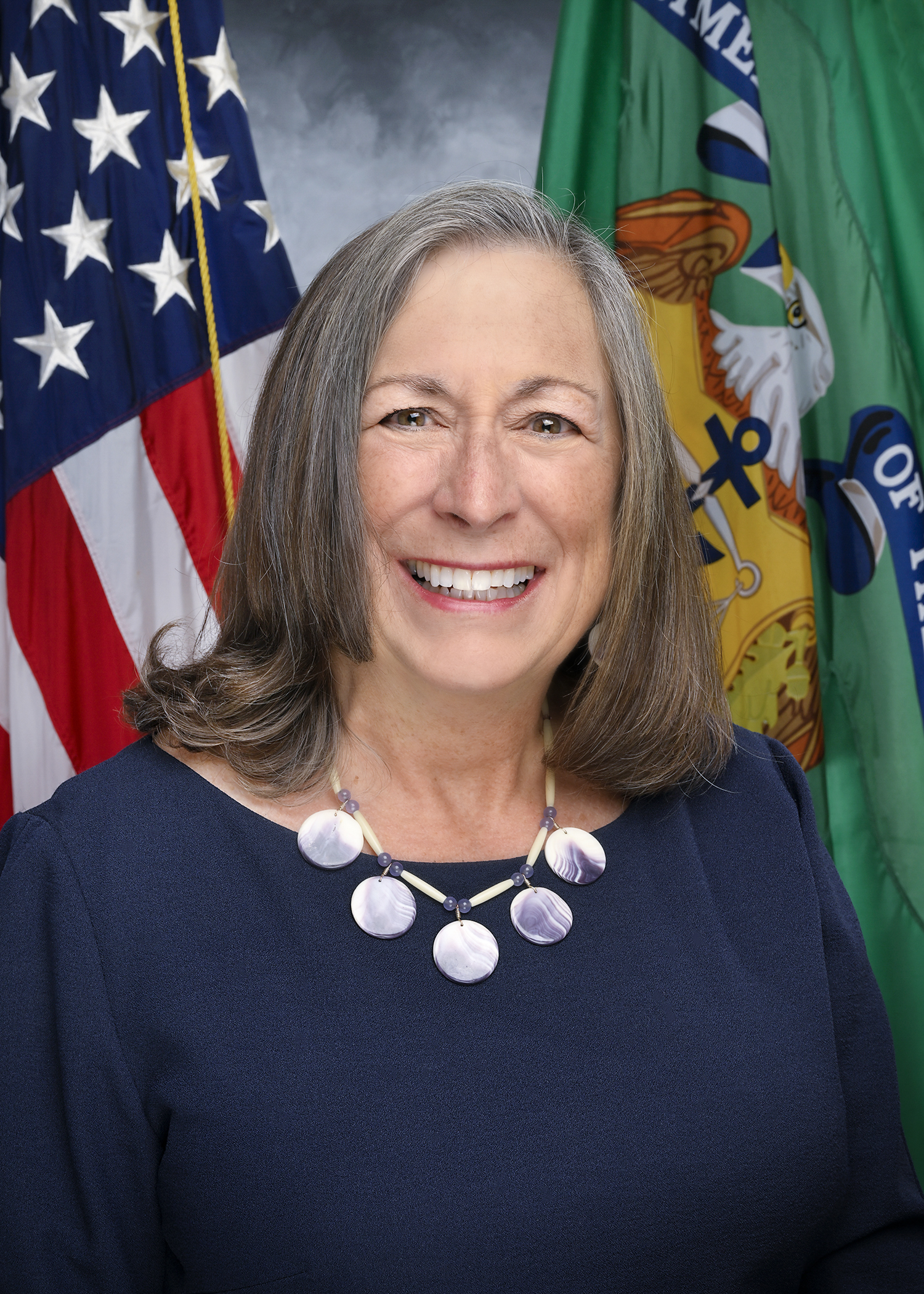
Marilynn Malerba, von 2022 bis 2024 45. Treasurer of the United States

Der Treasurer of the United States (Schatzmeister der Vereinigten Staaten) ist ein hochrangiger Posten im Finanzministerium der Vereinigten Staaten. Er wurde 1775 geschaffen, noch bevor es einen Finanzminister gab.
Ursprünglich war der Treasurer mit der Verwaltung der staatlichen Finanzmittel befasst. Im Laufe der Zeit fielen die meisten seiner Aufgaben an andere Stabsstellen im Finanzministerium. Im Jahr 1981 wurde der Treasurer mit der Aufsicht über das Bureau of Engraving and Printing, die United States Mint und die United States Savings Bonds Division betraut. Nach einer größeren Umstrukturierung, die 2001 vorgenommen wurde, fungiert der Treasurer nun als hochrangiger Berater für die Direktoren der United States Mint und des Bureau of Engraving and Printing sowie des Finanzministers und seines Stellvertreters in Fragen des Münzwesens und der Währungspolitik. Die Dollar-Banknoten werden neben dem Finanzminister auch vom jeweiligen Treasurer unterzeichnet.
Als US-Präsident Harry S. Truman im Jahr 1949 unbedingt eine Frau für eine hochrangige politische Position nominieren wollte, ernannte er Georgia Neese Clark zum Treasurer of the United States. Seitdem ist das Amt durchweg von Frauen ausgeübt worden. Sieben der letzten zwölf Amtsinhaberinnen waren Hispanics. Die von September 2022 bis November 2024 amtierende Treasurer Marilynn Malerba gehört der Ethnie der Mohegan an und war damit die erste Native American auf diesem Posten.

## Liste der Treasurers
| Nr. | Name                             | Amtszeit                               | amtierend unter US-Präsident                                                                          |
| --- | -------------------------------- | -------------------------------------- | --- |
| 1   | Michael Hillegas                 | 29. Juli 1775 – 11. September 1789     | George Washington                                                                                     |
| 2   | Samuel Meredith                  | 11. September 1789 – 1. Dezember 1801  | George Washington, John Adams, Thomas Jefferson                                                       |
| 3   | Thomas Tudor Tucker              | 1. Dezember 1801 – 2. Mai 1828         | Thomas Jefferson, James Madison, James Monroe, John Quincy Adams                                      |
| 4   | William Clark                    | 4. Juni 1828 – 31. Mai 1829            | John Quincy Adams, Andrew Jackson                                                                     |
| 5   | John Campbell                    | 26. Mai 1829 – 20. Juli 1839           | Andrew Jackson, Martin Van Buren                                                                      |
| 6   | William Selden                   | 22. Juli 1839 – 23. November 1850      | Martin Van Buren, William Henry Harrison, John Tyler, James K. Polk, Zachary Taylor, Millard Fillmore |
| 7   | John Sloane                      | 27. November 1850 – 1. April 1853      | Millard Fillmore, Franklin Pierce                                                                     |
| 8   | Samuel Lewis Casey               | 4. April 1853 – 22. Dezember 1859      | Franklin Pierce, James Buchanan                                                                       |
| 9   | William Cecil Price              | 28. Februar 1860 – 21. März 1861       | James Buchanan, Abraham Lincoln                                                                       |
| 10  | Francis Elias Spinner            | 16. März 1861 – 30. Juli 1875          | Abraham Lincoln, Andrew Johnson, Ulysses S. Grant                                                     |
| 11  | John Chalfant New                | 30. Juni 1875 – 1. Juli 1876           | Ulysses S. Grant                                                                                      |
| 12  | Albert Uriah Wyman (1. Amtszeit) | 1. Juli 1876 – 30. Juni 1877           | Ulysses S. Grant, Rutherford B. Hayes                                                                 |
| 13  | James Gilfillan                  | 1. Juli 1877 – 31. März 1883           | Rutherford B. Hayes, James A. Garfield, Chester A. Arthur                                             |
| 14  | Albert Uriah Wyman (2. Amtszeit) | 1. April 1883 – 30. April 1885         | Chester A. Arthur, Grover Cleveland                                                                   |
| 15  | Conrad N. Jordan                 | 1. Mai 1885 – 23. März 1887            | Grover Cleveland                                                                                      |
| 16  | James William Hyatt              | 24. Mai 1887 – 10. Mai 1889            | Grover Cleveland, Benjamin Harrison                                                                   |
| 17  | James Nelson Huston              | 11. Mai 1889 – 24. April 1891          | Benjamin Harrison                                                                                     |
| 18  | Enos H. Nebecker                 | 25. April 1891 – 31. Mai 1893          | Benjamin Harrison, Grover Cleveland                                                                   |
| 19  | Daniel Nash Morgan               | 1. Juni 1893 – 30. Juni 1897           | Grover Cleveland, William McKinley                                                                    |
| 20  | Ellis Henry Roberts              | 1. Juli 1897 – 30. Juni 1905           | William McKinley, Theodore Roosevelt                                                                  |
| 21  | Charles H. Treat                 | 1. Juli 1905 – 30. Oktober 1909        | Theodore Roosevelt, William Howard Taft                                                               |
| 22  | Thomas Lee McClung               | 1. November 1909 – 21. November 1912   | William Howard Taft                                                                                   |
| 23  | Carmi Alderman Thompson          | 22. November 1912 – 31. März 1913      | William Howard Taft, Woodrow Wilson                                                                   |
| 24  | John Burke                       | 1. April 1913 – 5. Januar 1921         | Woodrow Wilson                                                                                        |
| 25  | Frank White                      | 2. Mai 1921 – 1. Mai 1928              | Warren G. Harding, Calvin Coolidge                                                                    |
| 26  | Harold Theodore Tate             | 31. Mai 1928 – 17. Januar 1929         | Calvin Coolidge                                                                                       |
| 27  | Walter Orr Woods                 | 18. Januar 1929 – 31. Mai 1933         | Calvin Coolidge, Herbert Hoover, Franklin D. Roosevelt                                                |
| 28  | William Alexander Julian         | 1. Juni 1933 – 29. Mai 1949            | Franklin D. Roosevelt, Harry S. Truman                                                                |
| 29  | Georgia Neese Clark              | 21. Juni 1949 – 27. Januar 1953        | Harry S. Truman, Dwight D. Eisenhower                                                                 |
| 30  | Ivy Baker Priest                 | 28. Januar 1953 – 29. Januar 1961      | Dwight D. Eisenhower, John F. Kennedy                                                                 |
| 31  | Elizabeth Rudel Smith            | 30. Januar 1961 – 13. April 1962       | John F. Kennedy                                                                                       |
| 32  | Kathryn Elizabeth Granahan       | 3. Januar 1963 – 22. November 1966     | John F. Kennedy, Lyndon B. Johnson                                                                    |
| 33  | Dorothy Andrews Elston Kabis     | 8. Mai 1969 – 3. Juli 1971             | Richard Nixon                                                                                         |
| 34  | Romana Acosta Bañuelos           | 17. Dezember 1971 – 14. Februar 1974   | Richard Nixon                                                                                         |
| 35  | Francine Irving Neff             | 21. Juni 1974 – 19. Januar 1977        | Richard Nixon, Gerald Ford                                                                            |
| 36  | Azie Taylor Morton               | 12. September 1977 – 20. Januar 1981   | Jimmy Carter                                                                                          |
| 37  | Angela Marie Buchanan            | 17. März 1981 – 5. Jul 1983            | Ronald Reagan                                                                                         |
| 38  | Katherine Dávalos Ortega         | 22. September 1983 – 1. Juli 1989      | Ronald Reagan, George Bush                                                                            |
| 39  | Catalina Vasquez Villalpando     | 11. Dezember 1989 – 20. Januar 1993    | George Bush                                                                                           |
| 40  | Mary Ellen Hinamon Withrow       | 1. März 1994 – 20. Januar 2001         | Bill Clinton                                                                                          |
| 41  | Rosario Marin                    | 16. August 2001 – 30. Juni 2003        | George W. Bush                                                                                        |
| 42  | Anna Escobedo Cabral             | 19. Januar 2005 – 20. Januar 2009      | George W. Bush                                                                                        |
| 43  | Rosa Gumataotao Rios             | 6. August 2009 – 8. Juli 2016          | Barack Obama                                                                                          |
| 44  | Jovita Carranza                  | 28. April 2017 – 14. Januar 2020       | Donald Trump                                                                                          |
| 45  | Marilynn Roberge Malerba         | 12. September 2022 – 15. November 2024 | Joe Biden                                                                                             |